# Calw
Calw (pronunciación en alemán: /kalf/ⓘ) es una pequeña ciudad de la Selva Negra en Baden-Wurtemberg.

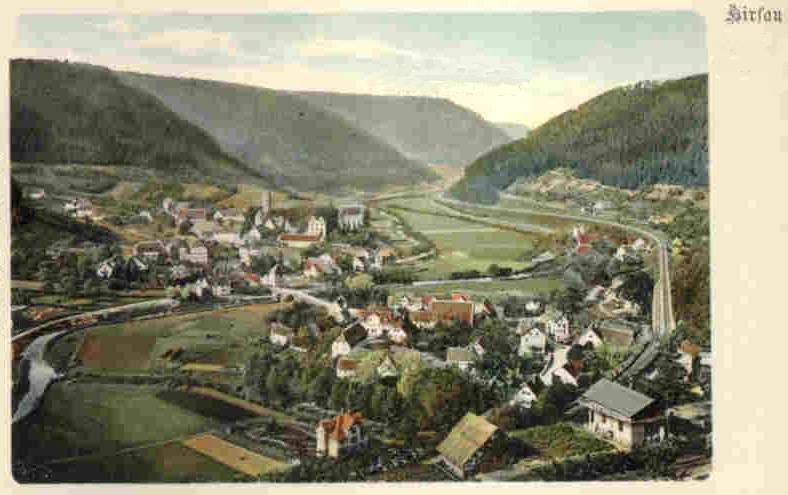
Postal de 1907.

## Historia
La villa pasó a formar parte del Condado de Wurtemberg en 1345. Fue destruida en 1634 por las tropas imperiales y en 1692 por el ejército francés dirigido por Ezéchiel du Mas. A comienzos del siglo XIX, y como consecuencia de las Guerras Napoleónicas, el territorio pasó a formar parte de la Confederación del Rin y tras el congreso de Viena se adhirió a la Confederación Germánica.